# Звичайний рівень люті
«Звича́йний рі́вень лю́ті» (англ. A Normal Amount of Rage) — перший епізод американського телесеріалу «Жінка-Галк: Адвокатка», заснованого на коміксах Marvel Comics із персонажем Жінка-Галк. Епізод розповідає про Дженніфер Волтерс, адвокатку, яка стає Жінкою-Галк після того, як в її кров випадково потрапляє кров її двоюрідного брата Брюса Беннера. Дія епізоду розгортається в Кіновсесвіті Marvel (КВМ). Епізод написала головна сценаристка Джессіка Ґао, а режисеркою стала Кет Койро.
Тетяна Маслані зіграла Волтерс разом із Джамілою Джаміль, Джинджер Гонзагою та Марком Руффало (Баннер). Ґао було найнято, щоб написати епізод і стати головною сценаристкою серіалу в листопаді 2019 року. Койро приєдналася до серіалу у вересні 2020 року, щоб поставити більшість епізодів серіалу.
«Звичайний рівень люті» вийшов на Disney+ 18 серпня 2022 року. Критикам сподобалася хімія між Маслані та Руффало, і вони переважно позитивно оцінили CGI епізоду.

## Сюжет
Під час подорожі адвокат Дженніфер Волтерс і її двоюрідний брат Брюс Беннер перехоплюються сакаарським космічним кораблем і розбивають свою машину. Волтерс, намагаючись доставити Беннер у безпечне місце, заражається його кров’ю, через що вона перетворюється на Галка. Після цього Волтерса доставляють до секретної лабораторії Беннера в Мексиці, де він пояснює її особливий генетичний стан і пропонує їй допомогти контролювати її сили. Хоча вона здатна легко впоратися з режимом тренувань Беннера, Волтерс висловлює незадоволення ідеєю стати супергероїнею і відмовитися від свого попереднього життя. Вона намагається піти, але її зупиняє Беннер, і вони вступають у бійку. Беннер неохоче приймає бажання Волтерс повернутися до нормального життя і прощається з нею. Кілька місяців по тому Волтерс відвідує судову справу, але його перериває жінка, яка жорстоко вривається в зал суду. Волтерс перетворюється в Жінку-Галка і легко перемагає жінку.

## Виробництво

### Розробка
У серпні 2019 року Marvel Studios оголосила, що «Жінка-Галк» розробляється для потокового сервісу Disney+. У листопаді того року Джессіка Ґао була найнята головною сценаристкою. У вересні 2020 року Кет Койро було найнято режисеркою першого й останнього епізодів, а також чотирьох інших, а також виконавчою продюсеркою серіалу. Виконавчими продюсерами є Кевін Файґі з Marvel Studios, Луїс Д'Еспозіто, Вікторія Алонсо та Бред Віндербаум, а також Койро та Ґао. Перший епізод під назвою «Звичайний рівень люті» був написаний Ґао і був випущений на Disney+ 18 серпня 2022 року.

### Сценарій
Походження Дженніфер Волтерс у ролі Галка схоже на її походження в коміксах, вона все ще потрапила в автомобільну аварію, і її кров змішалася з кров'ю її двоюрідного брата Брюса Баннера. Однак це не через напад натовпу, як у коміксах, і Ґао пояснює, що студія Marvel не хоче, щоб це було причиною. Крім того, Ґао відчувала, що Беннера в КВМ замучили тим, що він був Галком і всім, що з цим пов’язано, що він не захоче накласти це прокляття на когось іншого, особливо на людину, яку він любить. Ґао хотів «розпочати історію походження дуже швидко», а не витрачати цілий епізод на «встановлення чогось». Коли Волтерс потрапив у дорожньо-транспортну пригоду з Беннером, Ґао відчула, що це зняло «великий тиск від почуття провини, яке відчув би Брюс, віддавши це Дженніфер». Автомобільна аварія сталася через появу сакаарського космічного корабля, який шукає Баннера. Кайро вказала, що його поява пов’язана з Жінкою-Галк, а пізніший епізод ще більше прояснив відповідь Баннера, а також майбутні проєкти КВМ.
Більшість сюжету, пов’язаного з походженням Волтерс, спочатку планувалося відобразити у восьмому епізоді серіалу. Ґао пояснила, що «кілька факторів» призвели до такого рішення, але автори зрештою зрозуміли, що глядачі захочуть знати її походження раніше, заявивши: «Їм було важко не знати історію походження, а потім познайомитися з цією персонажкою». Ґао відчула, що сцена з жінкою, яка допомагає Волтерсу у ванній кімнаті бару після автокатастрофи, була «єдиною найважливішою сценою» в цьому епізоді, оскільки вона показала, що жіноча ванна «є найбільш безпечним, захисним і сприятливим середовищем» і жінки охоче допомагають одна одній там, навіть якщо за межами їх зображують «котячими та стервозними». Ґао зазначив, що сцену майже вилучили з епізоду, тому що «багато людей її не зрозуміли».
Волтерс неодноразово запитувала Беннера, чи Стів Роджерс був цнотливим. Епізоди пізніше цього сезону показали б, як вона регулярно шукає інформацію в Інтернеті, а також «постійно дошкуляє людям у своєму житті» з цього приводу. Маслані подобалося, що це була одержимість Волтерс, оскільки це дозволяло Волтерс відчути людську сторону Роджерса. Ґао була здивована тим, що Файґі відкритий для обговорення та відповіді на це запитання , і вона була «щасливою, що ми повинні відповісти на це запитання», оскільки це «обговорення точилося роками». Сцена в середині титрів епізоду відкриває відповідь, коли Беннер заявляє, що Роджерс втратив цноту з дівчиною в 1943 році під час туру USO; цей проміжний титр мав стати останнім у сезоні. Руффало відчув, що дослідження цього було частиною більшого погляду серії на «всі людські речі» КВМ.

### Кастинг
У епізоді зіграли Тетяна Маслані в ролі Дженніфер Волтерс / Вона-Галк, Джаміла Джаміль в ролі Титанії, Джинджер Гонзага в ролі Ніккі Рамос і Марк Руффало в ролі Брюса Беннера / Розумного Галка. У головних ролях також зіграли Стів Култер у ролі Голдена Голлівея та Дрю Метьюз у ролі Денніса Буковскі.

### Зйомка та візуальні ефекти
Зйомки проходили на Trilith Studios в Атланті, Джорджія, режисеркою епізоду була Койро, а оператором — Флоріан Балхаус. Койро сказала, що Руффало довелося внести поправки до своєї гри в епізоді з довгими діалогами, оскільки він звик бачити Галка «в стороні дій, або [з] лише парою сторінок діалогів у своїх минулих появах. На знімальному майданчику довелося побудувати платформи, щоб Руффало та Маслані стояли у своїх костюмах для захоплення руху під час виконання сцен Галка та Жінки-Галка.
Візуальні ефекти для епізоду створили Wētā FX, Digital Domain, Wylie Co, Cantina Creative, Stereo D, Capital T, Keep Me Posted і Lightstage.

### Музика
В епізоді були представлені наступні пісні: «Money On It» від Together Pangea, «Next Thing You Know» від Robin & The Rocks, «Asleep in the Clouds» від Wenda Williamson, «I Want to Be With You» від George Simms, «Fast (Motion)» Saweetie, «Porro Bonito» Orquesta Ritmo De Sabanas, «Cumbia Caletera» Tito Nunez y su Orquesta, «Licked and Live on Ludlow» Deep East Music, «Who's That Girl?» від Eve та "Banaito Y Perfumao" від Fernando Cavazos.

## Маркетинг
QR-код був включений в епізод, який дозволив глядачам отримати доступ до безкоштовної цифрової копії дебютного випуску She-Hulk, Savage She-Hulk (1980) №1. Після випуску епізоду Marvel оголосила про товари, натхненні цим епізодом, як частину своєї щотижневої рекламної акції «Marvel Must Haves» для кожного епізоду серіалу, включно з фігуркою дівчини-Галк з легенд Marvel, а також одягом та аксесуарами, а також Funko Pops з Волтерс, Рамос і Галк.

## Сприйняття
Веб-сайт аґреґатора оглядів Rotten Tomatoes повідомляє про рейтинг схвалення 87% із середнім рейтингом 7,30/10 на основі 101 відгуку. Критичний консенсус сайту гласить: «Жюрі все ще не знає, куди приведе залишок сезону, але, як вступний аргумент, ця частина сервірування столу «Жінка-Галк» дуже весела».
Амелія Ембервінг з IGN поставила першому епізоду 8 із 10, похваливши Маслані та її «виняткову хімію» з Руффало. Ембервінґ сподобалося, що цей епізод дав «великі відповіді» щодо Баннера та Розумного-Галка в КВМ, і що всі звернення до ширшого КВМ ніколи не здавалися «підкованими». Вона також вважала, що CGI епізоду покращився після того, як подібні кадри, представлені в трейлерах серіалу, розкритикували. Нарешті, Ембервінґ заявила, що цей епізод «захоплює через жіночий досвід, можливо, навіть більше, ніж попередні проєкти КВМ з жіночим обличчям... [будучи] першим серіалом, який виглядає беззаперечно та сучасно жіночим». Арезу Амін з Collider поставив оцінку на «5», сказавши, що цей епізод «вносить таку необхідну дозу легковажності в ландшафт Marvel TV». Амін назвав історію походження «освіжаючим, швидким оновленням» того, що бачили раніше в КВМ, і був здивований, що це сталося так швидко. Вона назвала візуальні ефекти епізоду «слабким місцем», хоча вони були « far не найгіршими», і була розчарована тим, що в серіалі довелося покладатися на CGI-обличчя, щоб допомогти передати емоції, але зауважила, що Маслані та Руффало змогли передати їх через їхні вокальні виступи.
Керолайн Фрамке з Variety у своїй рецензії на перші чотири епізоди назвала «сміливим» починати серію з епізоду, «який зовсім не схожий на ті, що будуть після», але вважала, що необхідно краще зрозуміти Волтерс і те, як вона був контрастом із Баннером. Як і Ембервінгу, їй також сподобалася хімія Маслані та Руффало, і вона відчула, що CGI було покращено з трейлерів. Щодо боротьби Галка та Вона-Галк, Фрамке сказав, що Коріро «робить усе можливе, щоб уникнути традиційно брудних битв Marvel, роблячи цю битву більш еластичною». Написавши для The AV Club, Дженна Шерер поставила епізоду «B+», вважаючи, що Волтерс «поки що написана трохи погано, [але] чарівність Маслані змушує нас відразу закохатися в неї» і не була завершена за допомогою CGI., зазначивши, що Галка була великою, але не «особливо сильною» порівняно з Галком, додавши, що «навіть шоу про те, як жінкам відмовляють у владі, не може уникнути стереотипу про жіноче тіло». Кірстен Ховард для Den of Geek поставила епізод 2,5 з 4 і сказала, що це «компетентне знайомство з персонажем Дженніфер Волтерс», похваливши Маслані та назвавши CGI «в основному чудовим» з кількома моментами, які «виглядають трохи хитромудро». 
Петрана Радулович з Polygon відчула, що відповіді на питання про цноту Роджерса «не вистачає», оскільки КВМ «здебільшого позбавлений сексу та романтики», вважаючи, що жарт виглядає «ніби він висміює шанувальників, які залучені в його романтичні стосунки». Вона продовжила, що деякі шанувальники віддадуть перевагу «емоційному зв’язку між персонажами, історії, що склалася між ними, напрузі, почуттям та іскрам», а не тому, щоб КВМ «продовжував підривати найсправжніші стосунки зухвалими жартами та підкреслювати моменти емоційного резонансу дурницями».